# Zack Lober
Zack Lober (eigentlich Zachary Lober, * um 1978 in Montréal) ist ein kanadischer Jazzmusiker (Kontrabass, E-Bass, Komposition), DJ und Musikproduzent.

## Leben und Wirken
Lober, dessen Großvater Hyman Herman mit Paul Bley, aber auch mit Oscar Peterson und Maynard Ferguson spielte, studierte bis zum Bachelor an der McGill University. Er arbeitete zwischen 2000 und 2005 in Montréal mit Ranee Lee, mit der erste Aufnahmen entstanden (Maple Groove : Songs of The Great Canadian Songbook, 2002), ferner mit Sean Craig, Chet Doxas, John Roney und Jacques Kuba Seguin. Er zog schließlich nach New York City, wo er 2007 den Masterabschluss an der Manhattan School of Music erwarb. In New York spielte er erneut mit Chet Doxas, außerdem mit David Binney, Henry Threadgill, Butch Morris, Frank London, Greg Ward, Jamie Baum (In This Life, 2012; Bridges, 2018), Christophe Schweizer und Noa Fort. Daneben entstanden Alben mit Michel Héroux und Andrew McCormack (First Light, 2014). 2008 nahm er mit Lars Dietrich, Samir Zarif (Tenorsaxophon), John Escreet und Greg Ritchie sein Debütalbum The Story auf. Sein Album Ancestry (2013) entstand aufbauend auf Erzählungen seines Großvaters Hyman Herman.
Im Bereich des Jazz war er zwischen 2002 und 2017 an 17 Aufnahmesessions beteiligt. Lober, der in Brooklyn lebt, ist Mitbegründer der Bands The Story und Byproduct, außerdem arbeitet er mit Jazz- und Rockmusikern wie Zach Williams, Maria Neckam, Caro Emerald, The Swingle Singers, Steve Stevens, Ian Astbury, Billy Duffy und John Escreet. Daneben ist er als Musikpädagoge tätig.

## Diskographische Hinweise
- Chet Doxas Quartet: Sidewalk Etiquette (Justin Time, 2006)
- Chet Doxas: Big Sky (JustinTime, 2009), mit Ben Charest, Jim Doxas
- Chet Doxas: Rich in Symbols (Ropeadope, 2016), mit Dave Douglas, John Escreet, Liam O’Neil, Matthew Stevens, Eric Doob